# Villa Righi (Firenze)
Villa Righi  è un edificio di Firenze, situato in via Manzoni 16, con affaccio in via Leopardi.

## Storia e descrizione
Il grande edificio bene evidenzia, nelle insistite citazioni di elementi propri dell'architettura fiorentina del Cinquecento, il gusto tardo ottocentesco di derivazione poggiana, e a Giuseppe Poggi, protagonista della trasformazione della città nella seconda metà del secolo, la villa è stata d'altra parte intitolata, benché in tempi recenti.
Fu edificata tra il 1869 e il 1870 per Adriano Righi che, nel 1877, la vendette a Giuseppina Augusta Garner Grahan. Dopo la seconda guerra mondiale e fino all'alluvione del 1966 è stata sede di un collegio convitto femminile delle suore Dorotee. In questa data è stata acquisita dall'Ente Provinciale del Turismo, ora Agenzia per il Turismo della Provincia di Firenze. Tra il 2007 e il 2008 tutte le facciate sono state interessate da un intervento di restauro, progettato e diretto dall'architetto Giorgio Caselli. Si noti l'elaborata cancellata che perimetra la proprietà.
Nell'interno è un bello scalone con balaustra in marmo e vari ambienti con affreschi, tra i quali un salottino con figure di suonatrici dovute a Federico Andreotti (1875). Negli ambienti sono collocate anche varie opere d'arte moderna, descritte a suo tempo da Daniela Salvadori Guidi.